# Uretralni stent
Uretralni stent je tanka cev (vrsta stenta) koja se umeće u uretru da spreči ili leči zastoje u izlučivanju mokraće iz bubrega i štiti njegove funkcije, koje mogu biti ugrožene strikturom uretre. Prema tome ugradnje stenta ima za cilj otvaranja i održavanja lumena uretre u prohodnom stanju za oticanje mokraće.

## Opšte informacije
Stenoza uretre predstavlja suženje (strikturu) lumena uretre različitog stepena. Kliničke karakteristike stenoze uslovljavaju izbor odgovarajuće hirurške procedure za njeno rešavanje. Na raspolaganju su sledeće terapijske opcije: 
- dilatacija (bužiranje) uretre,
- endoskopska resekcija (unutrašnja uretrotomija),
- ugradnja uretralnih stentova i
- otvorene hirurške procedure („end-to-end“ anastomoza i augmentaciona uretroplastika).

Ugradnje stenta u cilju proširenja lumena sužene uretre nije nova, tako da se danas nekoliko vrsta stentova nalazi u upotrebi: 
- stalni (UroLume, Memocath),[3]
- privremeni (UROcoil) i
- biorazgradivi.

Stent se, nakon unutrašnje uretrotomije ili dilatacije, plasira endoskopski u suženi predeo bulbarne uretre, gde se na telesnoj temperaturi otvara i tako proširen uvećava lumen uretre.

## Ugradnja
Uretralni stent se, nakon unutrašnje uretrotomije ili dilatacije uretra, plasira endoskopski u suženi predeo bulbarne uretre. Potom se on na telesnoj temperaturi širi i na taj način dilatira ili proširuje lumen uretre.

## Indikacije
Kako je nakon brojnih intervencja inicijalni uspeh od čak 100% vremenom drastično opadao, jer su većina pacijenata postali kandidati za obimnu rekonstruktivnu intervenciju, koja je nakon primene stenta još zahtevnija i ekstenzivnija. došlo se do zaključka da se:
- Privremeni, termoekspandabilni stentovi (Memokath) mogu imati korisnu ulogu u cilju održavanja lumena uretre nakon dilatacije ili uretrotomije interne. Nakon navedenih procedure privremeni stent se plasira na mesto stenoze i uklanja nakon 12 meseci[1][8][9]
- Kod novijih generacijs stentova (Allium) čije su metalne žice upakovana u polipropilenski omotač mogu imati ulogu u sprečavanju hiperplazije mukoze i prorastanja ožiljnog tkiva.[1][10]
- Primena stenta u rešavanju stenoze uretre preporučena je samo kod manjeg broja pacijenata, koji imaju recidivantne bulbarne strikture, a nemaju mogućnosti za ponavljane dilatacije, odnosno nisu u stanju da podnesu otvorenu operaciju.[1][11]

## Komplikacije
Prilikom ugradnje uretralnog stenta moguće su brojne komplikacije, u koje spadaju:
- dislokacija stenta,
- hiperplazija tkiva,
- inkrustacija,
- infekcija,
- inkontinencija,
- postmikciono kapljanje.

## Istraživanja
Nakon brojnih komplikacija, entuzijazam urologa koji je pratio ideju implantacije stenta u cilju lečenja stenoza uretre vremenom se sve više smanjivao, što je potvrdio veći broj publikovanih radova. Naime nakon dužeg perioda praćenja utvrđen je nizak procenat uspešnosti pomenute metode, kao i visoka stopa komplikacija.
Nakon najnovijih istrživnja, primena stenta u rešavanju stenoze uretre sada je preporučena samo kod manjog broja pacijenata, koji imaju:
- recidivantne bulbarne strikture,
- nemaju mogućnosti za ponavljane dilatacije, odnosno nisu u stanju da podnesu otvorenu operaciju.[11]

## Literatura
- Fabian KW. Der intraprostatische “Partielle Katheter’ (urologische Spirale). Urologe [A]. 19  236–238
- Fabricius PG, Matz M, zepnick H. Die Endourethralspirale: eine Alternative zum Dauerkatheter. Z Arztl Fortbild (Jena). 77  482–485
- Reuter HJ, Oettinger M. Las primeras experiencias con Ia espiral de acero en lugar del cat#{233}ter permanente. Arch Esp Urol 1986;39[suppl 1]:65-68
- Langemeyer TNM. The prostatic coil, an altemative for an indwelling catheter. Presented at the 8th Congress of the European Association of Urology, London, May 1988
- Vicente J, Salvador J. Urethral prosthesis as the substitution of urethral indwelling catheter. Presented at the 8th Congress of the European Association of Urology, London, May 1988
- Nordling J, HoIm JJ, Nielsen KK, Hald T. Urinary retention treated with an intraurethral spiral (Prostakath). Presented at the 8th Congress of the European Association of Urology, London, May 1988
- Warren, J. W.; Muncie HL Jr, Bergquist EJ, Hoopes JM (1981). „Sequelae and management of urinary infection in the patient requiring chronic catheterisation”. J Urol. 125 (1): 1—8. PMID 7007662. doi:10.1016/S0022-5347(17)54874-0.
- Breitenbucher, R. B. (1984). „Bacterial changes in the urine samples of patients with long-term indwelling catheters”. Arch Intern Med. 144: 1585—1588. PMID 6331806.
- Blacklock, N. J. (1986). „Catheters and urethral strictures”. Br J Urol. 58 (5): 475—478. PMID 3535987. doi:10.1111/j.1464-410x.1986.tb05449.x.
- Ouslander, J. G.; Greengold, B.; Chen, S. (1987). „Complications of chronic indwelling catheters among male nursing home patients: a prospective study”. J Urol. 138: 1191—1195.

## Spoljašnje veze
- Complications of Ureteral Stent Placement (језик: енглески)

|  | Molimo Vas, obratite pažnju na važno upozorenje u vezi sa temama iz oblasti medicine (zdravlja). |